# YNW Melly
Jamell Maurice Demons (Gifford, 1 de maio de 1999), conhecido profissionalmente como YNW Melly, é um rapper, cantor e compositor americano. De Gifford, Flórida. Ele é mais conhecido por suas músicas "Murder on My Mind"  e "Mixed Personalities", com Kanye West . Seu single "Murder on My Mind" é considerado a fuga de YNW Melly, que ganhou ainda mais atenção depois que o rapper foi acusado de duplo assassinato. Ele lançou seu álbum de estréia, "We All Shine", em 17 de janeiro de 2019, que recebeu uma resposta positiva da crítica. Ele também tem um irmão cantor/compositor chamado YNW Bslime, e eles têm uma música juntos chamada “Dying For You”.
YNW Melly foi preso em fevereiro de 2019 sob acusações de duplo homicídio. Ele foi acusado de ter matado dois amigos próximos, Anthony Williams (YNW Sakchaser) e Christopher Thomas Jr. (YNW Juvy), em outubro de 2018. As autoridades alegaram que Melly e outro associado encenaram a cena do crime para parecer um tiroteio em carro, mas investigações posteriores sugeriram o envolvimento direto de Melly nos assassinatos. Ele foi preso por 1.970 dias na Broward County Jail, localizada no condado de Broward, na Flórida.